# Egon Horak
Egon Horak (ur. 1937 w Innsbrucku) – austriacki mykolog.
Opisał ponad 1000 gatunków grzybów, w tym wiele z półkuli południowej, szczególnie Nowej Zelandii i Ameryki Południowej. Jest kuratorem zbiorów mykologicznych w Szwajcarskim Federalnym Instytucie Technologii w Zurychu w Szwajcarii (ETH), a jego badania nad taksonomią pieczarkowców przyniosły ogromną ilość informacji, opublikowanych w kilku czasopismach. Jest również autorem kilku książek dotyczących taksonomii pieczarkowców, które opublikował samodzielnie lub we współpracy z innymi mykologami. Był promotorem kilku doktorantów i prac magisterskie na ETH. Oprócz działalności badawczej był od 1974 do 1989 roku redaktorem naczelnym czasopisma Sydowia, a następnie redaktorem pomocniczym.
W naukowych nazwach utworzonych przez niego taksonów dodawane jest jego nazwisko Horak. Jego nazwiskiem nazwano wiele rodzajów i gatunków grzybów, m.in. Horakia Oberw. 1976, Horakiella Castellano & Trappe 1992, Horakomyces Raithelh. 1983. Boletus horakii T.N.Lakh. & R.Sharma 1989, Ciboria horakii Svrček 1960, Cortinarius horakii E.Valenz. & Esteve-Rav. 1994, Hohenbuehelia horakii Courtec. 1984, Inocybe horakii Raithelh. 1977, Lactarius horakii Nuytinck & Verbeken 2006.